# Ryszard Żukowski

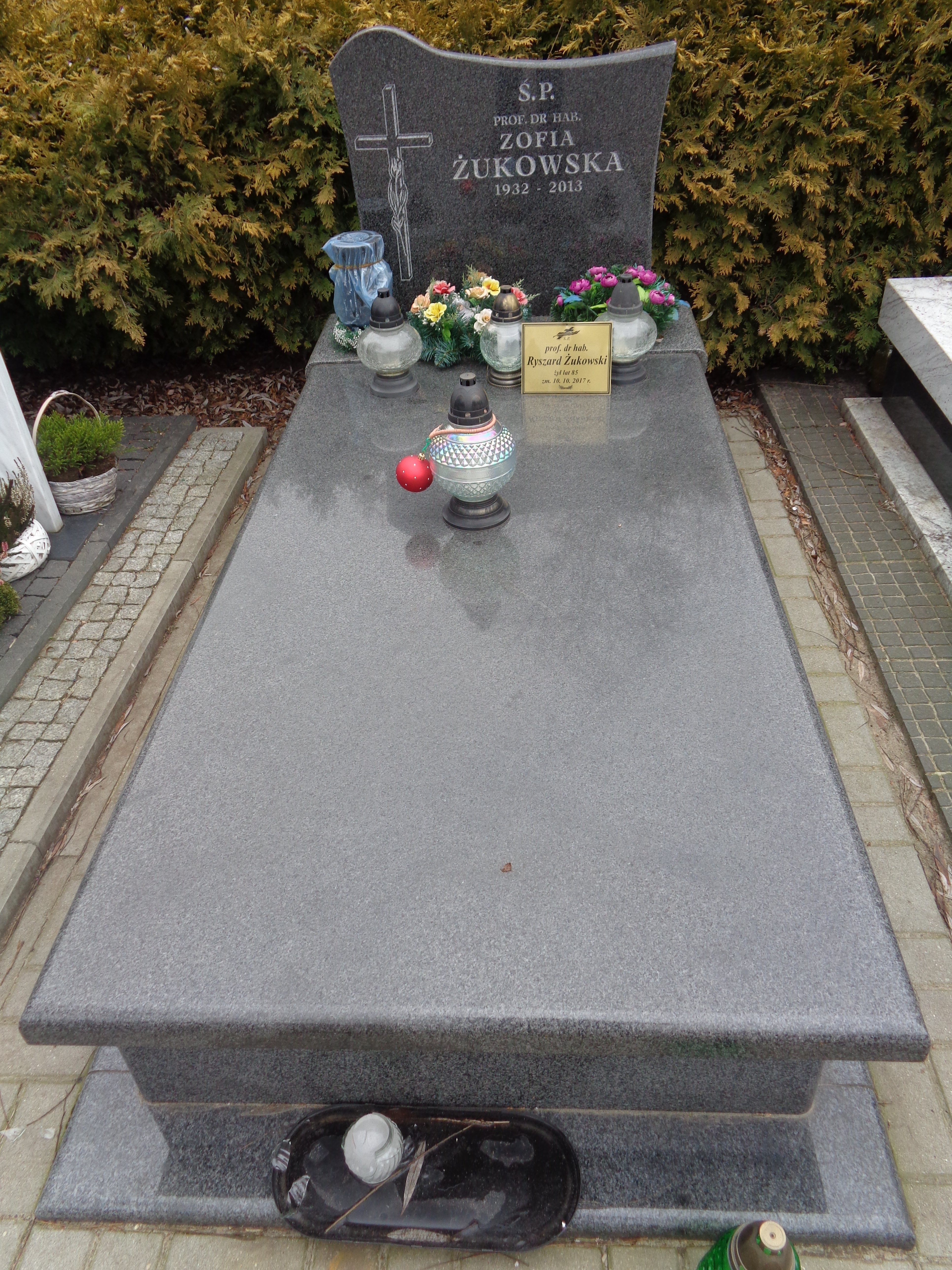
Grób Zofii i Ryszarda Żukowskich na wojskowych Powązkach

Ryszard Żukowski (ur. 28 marca 1932, zm. 10 października 2017) – polski trener lekkoatletyki, specjalista w zakresie teorii sportu oraz teorii i metodyki lekkiej atletyki, prof. dr hab.

## Życiorys
W 1955 ukończył Akademię Wychowania Fizycznego w Warszawie, a następnie podjął pracę asystenta w Zakładzie Lekkiej Atletyki na tejże uczelni. W latach 1962–1963 pełnił funkcję trenera polskiej kadry narodowej w lekkoatletyce. W 1966 uzyskał stopień doktora nauk wychowania fizycznego. W 1990 uzyskał habilitację w zakresie nauk o kulturze fizycznej, zaś w 1999 uzyskał tytuł profesora. Był między innymi dyrektorem Instytutu Sportu w latach 1999–2002, zaś w latach 1996–1999 piastował funkcję prorektora ds. dydaktyki na Akademii Wychowania Fizycznego Józefa Piłsudskiego w Warszawie. Związany był także z Filią AWF w Białej Podlaskiej.
Zmarł 10 października 2017 i został pochowany w Alei Zasłużonych na Cmentarzu Wojskowym na Powązkach w Warszawie (kwatera F-IV-tuje-7).

## Wybrane odznaczenia
- Krzyż Kawalerski Orderu Odrodzenia Polski[2],
- Złoty Krzyż Zasługi[4],
- Medal Komisji Edukacji Narodowej[4],
- Złota Odznaka „Zasłużony Działacz Kultury Fizycznej”[4],